# Melita Rühn
Melita Ruhn (Sibiu, 19 de abril de 1965) é uma ex-ginasta romena que competiu em provas de ginástica artística.
Melita fez parte da equipe romena que conquistou a medalha de prata nos Jogos Olímpicos de Moscou, em 1980, União Soviética. Sendo ainda detentora de três medalhas olímpicas: duas de bronze e uma de prata.

## Carreira
Melita começou a praticar ginástica no Sport School Club Sibiu, sendo treinada pelos técnicos Kristl Voiculescu e Nicolae Buzoianu. Treinando com Béla Karolyi, no Centro Nacional de Treinamento, Melita fez sua estreia no Campeonato Europeu de Copenhague, conquistando a quinta colocação no all around.
Ainda em 1979, ao lado de Nadia Comaneci, Rodica Dunca, Emilia Eberle, Dumitriţa Turner e Marilena Vlădărău, Melita conquistou a medalha de ouro coletiva no Mundial de Fort Worth. Sendo a primeira vez em que as soviéticas perdiam o título por equipes para a Romênia, e a segunda vez que o perdiam em edições mundiais e olímpicas desde 1952. No evento, conquistou a medalha de bronze no individual geral e solo. No ano posterior, Melita fez parte da equipe romena que disputou os Jogos Olímpicos de Moscou, conquistando a medalha de prata por equipes, e o bronze nas barras assimétricas e no salto.
Após, a realização desses Jogos, Melita anunciou oficialmente sua aposentadoria do desporto em 1982. Dedicou-se aos estudos em sua cidade natal, e logo depois em Bucareste. Acabou por ser repreendida ao tentar casar-se com seu namorado alemão, devido a ditadura que circulava em seu país. Assim só pode deixar seu país em 1990, teve sua filha no mesmo ano, e atualmente trabalha como professora de educação física, além de ser dona de uma pequena loja.

## Principais Resultados
| Ano  | Evento                                    | AA                | Equipe           | Salto sobre o cavalo | Trave | Barras assimétricas | Solo              |
| ---- | ----------------------------------------- | ----------------- | ---------------- | -------------------- | ----- | ------------------- | ----------------- |
| 1979 | Campeonato Europeu                        | 5º                |                  |                      |       |                     |                   |
| 1979 | Campeonato Mundial de Ginástica Artística | Medalha de bronze | Medalha de ouro  |                      |       |                     | Medalha de bronze |
| 1980 | Jogos Olímpicos                           |                   | Medalha de prata | Medalha de bronze    |       | Medalha de bronze   |                   |